# Karl Höfner
Karl Höfner GmbH & Co KG — немецкое и позже чехословацкое предприятие, производитель щипковых и смычковых струнных инструментов.

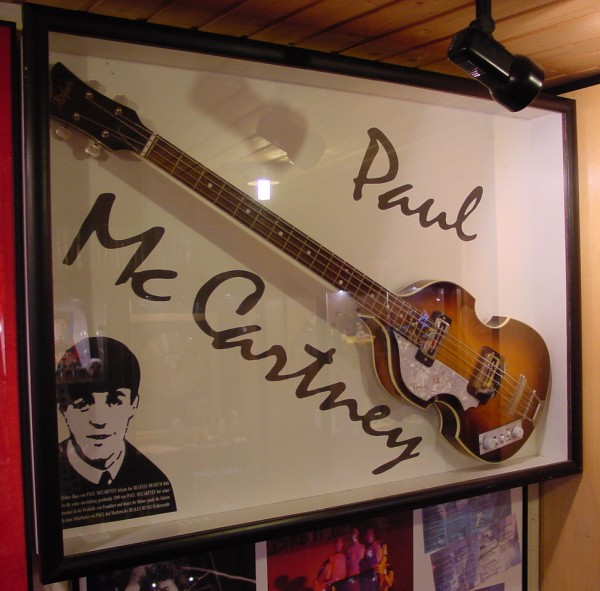
Beatles-Bass

Фирма была основана в 1887 скрипичным и гитарным мастером Карлом Хёфнером в городе Шёнбах (сегодня Luby в Чехии). В начале XX века предприятие стало крупнейшим производителем струнных инструментов в Европе и завоевало известность во всем мире.
В 1910-1920-е годы предприятие начало производство акустических гитар. В середине 1950-х годов мастера фирмы осуществили идею создания полуакустической бас-гитары с электрическим усилителем. Эта бас-гитара была представлена под маркой 500/1, сейчас она известна как Битл Басс. Бас-гитарист Пол Маккартни из The Beatles играл именно на такой гитаре. Благодаря этому инструменту фирма Höfner стала одним из самых востребованных производителей электрических бас-гитар.